# アルメニア属州

属州の位置

アルメニア属州（アルメニアぞくしゅう、ラテン語: Provincia Armenia）は、ローマ帝国の属州である。領域は、現在のトルコ、アルメニア、ジョージア、アゼルバイジャンの一部である。
属州は114年から118年までの短い期間存在した。

## 歴史

### 第5回パルティア戦争と属州の成立

117年のローマ帝国版図

パルティアのオスロエス1世が、ローマ帝国との緩衝地帯であるアルメニア王国に傀儡君主パルタマシリスを立てると、ローマ帝国皇帝トラヤヌスはこれを自身の即位15周年記念祭への侮辱行為とした。ローマ帝国はアルメニアを東方属州における陸路貿易・海路貿易を独占する上で重要な戦略拠点と考えており、一部の歴史学者は、戦争の根本的原因はアルメニアを巡る権益争いであったと推測している。歴史家カッシウス・ディオはさらなる名声の獲得を目的とした個人的野心によるものであったと主張しているが、そのような見方は主流ではない。現代では、東方属州北部におけるパルティアの影響力拡大を、とりあえずは防ぎたいという程度の遠征であったろうと見なされている。
113年中にハドリアヌスによってアンティオキアで編成された遠征軍3個軍団（第3軍団ガリカ、第3軍団キュレナイカ、第10軍団フレテンシス）は、114年の春を待って進軍を開始する。道中、経由した駐屯地の軍団と合流し、第4軍団スキュティカ、第6軍団フェラタ、第12軍団フルミナタ、第16軍団フラウィア・フィルマが戦列に加わった。さらに、アルメニアとの国境にある都市サタラでは、ドナウ川方面の9個軍団から送られた分遣隊も到着。計17個軍団、総兵力約8万の軍容となった。
遠征軍は大きな問題もなくアルメニア領内に進入し、トラヤヌスは同国西部の都市エレゲイアにてパルタマシリスの退位とともに「アルメニア属州」の樹立を宣言した。パルタマシリスがローマへの護送中に暗殺される一方、トラヤヌスはアルメニア全土の制圧を指示。114年末までに各地の要衝が押さえられ、ローマ帝国の支配下に入った。並行して黒海近辺の諸勢力との交渉や調整も行われた。

### ローマ帝国皇帝トラヤヌスの死去と属州の放棄
ローマ帝国がメソポタミア全域を制圧した直後の117年から征服地で反乱が相次ぐ。アルメニアではオスロエス1世の甥サナトルケスが亡命政権を樹立した。ユダヤ教徒の大規模な反乱も数百年ぶりに勃発し、その争乱の中、メソポタミア属州総督が戦死した。メソポタミア北部ではルシウス・クィエトゥスがただちにニシビスなどの重要都市を押さえ、南方ではトラヤヌスの部隊がセレウキアとクテシフォンを再度制圧するなど、部分的には鎮圧に成功したが反乱は収まらなかった。
メソポタミアの維持が困難となったローマ軍は大きく後退し、ドゥラ・エウロポスなどの115年に占領した地域の一部まで失った。トラヤヌスはアンティオキアまで退き、再度メソポタミアへ攻勢に出る計画を策定し始めたが、健康状態が悪化したためそれも実現不可能となった。病状が悪化し続けたトラヤヌスはイタリア本土へ戻ろうと海軍を呼び寄せたが、その間にも痩せ衰えていった。この時期に作られた彼の青銅製の胸像は、この衰えを反映した風貌になっている。8月9日、キリキア属州のセリヌス (Gazipaşa) に到着した直後に病死した。本国で後継者や遺言を残す前に死んだことから後継者争いが危惧されたが、トラヤヌスはハドリアヌスを後継者に指名したと皇后ポンペイアが証言した。
ハドリアヌスは皇帝に即位すると直ちに、維持に莫大な兵力や予算が掛かっていたアルメニア、メソポタミア、アッシリアの3属州の放棄を宣言した。パルタマスパテスをパルティアとの緩衝地帯オスロエネ (Osroene) の王とし、パルティアとの和睦を進めた。トラヤヌスの重臣としてパルティア戦争に功績があったルシウス・クィエトゥスは、この東方属州の放棄に反対したことで処刑された。属州放棄の決定は、このように軍を除いて帝国内で大きな騒動に繋がることもなく、ローマがトラヤヌスの進めた大遠征を維持するだけの余裕を持たないことを示した。

## 都市一覧
|            | ローマ時代の都市名 | 同左 ラテン語表記 | 現代の都市名               |
| ---------- | ------------------ | ----------------- | -------------------------- |
| 属州都(*1) | アルタシャト       | Artashat          | アルタシャト（アルメニア） |
|            | アミダ             | Amida             | ディヤルバクル（トルコ）   |

(*1) : 実際のアルメニア属州の統治は、西側に隣接するカッパドキア属州から行われた。